# Hotfolder
Der Begriff Archivordner oder englisch Hotfolder ist im EDV-Bereich die gängige Bezeichnung für einen „überwachten Ordner“. Technisch gesehen, ist ein Hotfolder eine unidirektionale Schnittstelle zur Interprozesskommunikation.
Ein Hotfolder war früher eine Behelfslösung, um zwei oder mehr Programme, die über keine direkte Schnittstelle verfügen, über das Dateisystem kommunizieren zu lassen. Die Ausgaben von Prozess 1 machten sich durch Änderungen in einem bestimmten Ordner im Dateisystem bemerkbar. Prozess 2 überwachte diesen Ordner, der damit zu einem Hotfolder wurde, und konnte so auf die Ausgaben von Prozess 1 reagieren. Überwachen bedeutet in diesem Fall, dass Prozess 2 in periodischen Zeitabständen den Inhalt des Ordners auf Veränderungen absucht; das periodische Abfragen einer Schnittstelle bezeichnet man als Polling.
Aktuelle Betriebssysteme stellen API-Funktionen zur Überwachung von Ordnern bereit. Dies bringt den Vorteil mit sich, dass die Kommunikation nicht mehr über das Dateisystem, sondern über das Betriebssystem erfolgt. Als weiterer Vorteil muss ein Programm, das auf Änderungen in einem Verzeichnis reagieren soll, dieses nicht mehr selbst überwachen (abfragen), wodurch entsprechend programmierte Programme bei geringerem Verbrauch von Systemressourcen schneller auf Änderungen im Hotfolder reagieren können.
Das automatische Erstellen von PDF-Dateien aus PostScript-Dateien, die in einem Verzeichnis (in diesem Fall ein Hotfolder) abgelegt werden, ist eine mögliche Anwendung für einen Hotfolder.
Die Verwendung von Hotfoldern erfolgt meist im Rahmen von Arbeitsabläufen (workflow) bzw. beschleunigen diese.